# La Soledad, San Joaquín
La Soledad är en ort i Mexiko.   Den ligger i kommunen San Joaquín och delstaten Querétaro Arteaga, i den centrala delen av landet, 170 km norr om huvudstaden Mexico City. La Soledad ligger 1 738 meter över havet och antalet invånare är 184.
Terrängen runt La Soledad är varierad. Runt La Soledad är det ganska glesbefolkat, med 39 invånare per kvadratkilometer. Närmaste större samhälle är Jiliapan, 15,4 km öster om La Soledad. I omgivningarna runt La Soledad växer huvudsakligen savannskog.